# Х-15
Х-15 (другое название — РКВ-15, «изделие 115», по классификации МО США и НАТО — AS-16 «Kickback») — советская/российская авиационная ракета с твердотопливным ракетным двигателем класса «воздух-поверхность». Является функциональным аналогом американской ракеты AGM-69 SRAM. Снята с вооружения по причине окончания срока хранения ТРД.
Ракета после отцепки от носителя выполняла полёт по баллистической траектории до высоты около 40 000 метров, а затем пикировала на цель, разгоняясь до примерно 5000 км/ч
Ракета предназначалась для применения против стратегически важных стационарных наземных целей с заранее известными координатами.
Самолётами-носителями Х-15 были стратегические бомбардировщики Ту-22М3. Планировалась, но так и не была проведена интеграция с Ту-95МС6, Ту-160. Для подвески ракет в грузовом отсеке самолёта монтировалась барабанная установка.
Ракета разработана в Дубненском МКБ «Радуга».

## Модификации
Ракета Х-15 разрабатывалась в следующих модификациях:
- Х-15 — базовый вариант, ядерная боевая часть, система наведения инерциальная без коррекции;
- Х-15П — предназначена для борьбы с радарами систем ПВО противника. Боевая часть осколочно-фугасная. Система коррекции наведения пассивная, по радиолокационному лучу от цели;
- Х-15С — противокорабельная ракета. Боевая часть кумулятивно-фугасная. Система коррекции наведения активная, радиолокационная. Максимальная дальность пуска зависит от размеров цели и составляет 60-150 км.

## Тактико-технические характеристики
- Система наведения: инерциальная без коррекции
- Двигатель: твердотопливный двухсекционный  РДТТ-160
- Длина: 4,78 м
- Диаметр корпуса: 455 мм
- Размах крыла: 0,8 м (0,92 — Х-15С)
- Стартовая масса: 1100 кг (1200 — Х-15С)
- Максимальная скорость на траектории: 5000 км/ч.
- Дальность пуска: 50-280 км (50-150 — Х-15С[1])
- Максимальная высота полёта:
  - по аэробаллистической траектории - 40 км
  - по баллистической траектории - 90 км
- Минимальная высота пуска: 300 м
- Боевая часть: термоядерная мощностью ~ 300 кт
  - Масса БЧ — 150 кг
- Носители: Ту-22М3